# 谷口インキ製造
谷口インキ製造株式会社（たにぐちインキせいぞう）は、印刷用機材やインクの製造販売を主な事業とする日本の企業。

## 概要
茨城県常総市内守谷町に本社、工場を置き、その工場を生産の拠点にする、中堅インクメーカー。当社が製造するインクの速乾性は、業界内で一定の評価を得ている。社内には研究施設があり、この研究施設で大手メーカーに劣らない製品を開発している。1991年には、コンピュータによるカラーマッチングシステム「調色名人」を開発。「調色名人」は中堅・中小企業機械開発賞と全国中小企業融合化促進財団優秀製品賞を受賞した。

## 沿革
- 1914年（大正3年）6月 創業
- 1948年（昭和23年） 株式会社化
- 1966年（昭和41年） 高級インク「ニュークラウン」の製造を開始
- 1991年（平成3年） カラーマッチングシステム「調色名人」の製造を開始
- 2017年（平成29年）本社を大利根工場内に統合